# Чино-Валли (Аризона)
Чино-Валли (англ. Chino Valley) — город в округе Явапай в штате Аризона США. По данным переписи населения США 2020 года, численность населения составляла 13 020 человек.

## Население
| 2010[…] | 2020    |
| ------- | ------- |
| 10 817  | ↗13 020 |